# أيلين توماس
أيلين توماس هي مبارزة بالسيف كندية، (و. 1907  م).

## وصلات خارجية
- أيلين توماس على موقع أوليمبيديا (الإنجليزية)